# Mon Ciccì (singolo)
Mon Ciccì è il terzo singolo della cantante italiana Cristina D'Avena, pubblicato nel 1982.

## Il brano
Mon Ciccì è la sigla italiana del cartone animato omonimo scritta da Roberto Garbanino su musica di Marino Marini e arrangiamento di Augusto Martelli. Il brano era stato il lato B del singolo Laura/Mon Ciccì pubblicato precedentemente. La sigla venne nuovamente riproposta in un 45 giri promozionale allegato alla confezione della bambola Mon Ciccì Super-Star. Sul lato B è presente la versione strumentale del brano.
La copertina del singolo su entrambi i lati mostra una bambola Mon Ciccì con microfono e cuffie. Il disco è stato stampato su etichetta Publifive, sottoetichetta promozionale della  Five Record.

## Tracce
- LP: FM 501

Lato A
Testi di Roberto Garbarino, musiche di Marino Marini; edizioni musicali Canale 5 Music.
1. Cristina D'Avena – Mon Ciccì – 2:30

Lato B
Testi di Roberto Garbarino, musiche di Marino Marini; edizioni musicali Canale 5 Music.
1. Orchestra e coro di Augusto Martelli – Mon Ciccì (strumentale) – 2:30

## Produzione
- Alessandra Valeri Manera – Produzione artistica e discografica
- Direzione Creativa e Coordinamento Immagine Mediaset – Grafica

## Produzione musicale e formazione
- Augusto Martelli – Produzione e arrangiamento, direzione orchestra
- Tonino Paolillo – Registrazione e mixaggio al Mondial Sound Studio, Milano
- Orchestra di Augusto Martelli – Esecuzione brani
- Paola Orlandi – Cori

## Pubblicazioni all'interno di album, raccolte e singoli
Mon Ciccì è stata inserita all'interno di alcuni album della cantante
| Anno | Album o singolo                      | Titolo    | Versione                                                                              |
| ---- | ------------------------------------ | --------- | ------------------------------------------------------------------------------------- |
| 1982 | Laura/Mon Ciccì                      | Mon Ciccì | Versione originale                                                                    |
| 1982 | Do re mi... Five - Cantiamo con Five | Mon Ciccì | Versione originale                                                                    |
| 2005 | Cartoonlandia Girls                  | Mon Ciccì | Versione originale                                                                    |
| 2006 | Cartoonlandia Boys & Girls Story     | Mon Ciccì | Versione originale                                                                    |
| 2011 | Cartoonlandia Story '80-'90          | Mon Ciccì | Versione originale                                                                    |
| 2018 | Cristina D'Avena Fanclub: 20.01.18   | Mon Ciccì | Dal vivo a Bologna il 20 gennaio 2018, in occasione del raduno del fan club ufficiale |